# 良子洞駅
良子洞駅（ヤンジャドンえき）は大韓民国慶尚北道慶州市江東面にかつて存在した韓国鉄道公社（KORAIL）東海線（旧東海南部線）の駅である。
当駅は世界遺産・良洞村の最寄駅であったが、2007年6月1日をもって旅客営業が廃止された。

## 駅周辺
- 良洞村

## 歴史
- 1967年9月1日 - 一般駅として開業。乙種乗車券代売場に指定。
- 1987年4月21日 - 無配置簡易駅に降格。
- 2007年6月1日 - 旅客取り扱い終止。
- 2013年11月7日 - 釜山鎮駅からのキロ程を129.9kmに変更。
- 2016年4月29日 - 釜山鎮駅からのキロ程を129.2kmに変更。
- 2016年12月30日 - 東海南部線が東海線に編入。[1]
- 2021年12月28日 - 東海線複線電鉄化に伴う新設切り替えにより廃止。

## 隣の駅
韓国鉄道公社
東海線
安康駅 - 良子洞駅 - (扶助信号場) - 浦項駅